# Starrcade 1990
Starrcade '90 è stato l'ottava edizione dello show annuale Starrcade, evento pay-per-view prodotto della National Wrestling Alliance. Fu il terzo evento Starrcade prodotto anche dalla World Championship Wrestling, e l'ultimo evento pay-per-view tenutosi sotto l'NWA. Si svolse il 16 dicembre 1990 al Kiel Auditorium di Saint Louis, Missouri.
Il main event della serata fu uno steel cage match tra Sting e The Black Scorpion per il NWA World Heavyweight Championship. Il feud tra i due cominciò quando Black Scorpion debuttò sul ring ed iniziò a deridere il suo avversario. Ric Flair si rivelò poi essere The Black Scorpion alla fine del match, così Flair continuò la rivalità con Sting anche dopo l'evento. Altri match dello show inclusero lo street fight match tra Doom e il team formato da Arn Anderson e Barry Windham per i NWA World Tag Team Championship, e un Texas Lariat match tra Stan Hansen e Lex Luger per il NWA United States Heavyweight Championship. L'evento ospitò anche il torneo Tag Team "Pat O'Connor Memorial International Cup".

## Risultati
| N. | Risultati | Stipulazioni                                                                                          | Durata |
| -- | --- | --- | ------ |
| 1  | Bobby Eaton sconfigge The Z-Man | Single match                                                                                          | 08:45  |
| 2  | The Steiner Brothers (USA) sconfiggono Sgt. Krueger & Col. DeKlerk (Sudafrica)                                                              | Quarti di finale del torneo                                                                           | 02:12  |
| 3  | Konan & Rey Misterio (Messico) sconfiggono Chris Adams & Norman Smiley (Inghilterra)                                                        | Quarti di finale del torneo                                                                           | 05:29  |
| 4  | Mr. Saito & The Great Muta (Giappone) sconfiggono The Royal Family (Rip Morgan & Jack Victory) (Nuova Zelanda)                              | Quarti di finale del torneo                                                                           | 05:41  |
| 5  | Victor Zangiev & Salman Hashimikov (Unione Sovietica) sconfiggono Troy Montour & Danny Johnson (Canada)                                     | Quarti di finale del torneo                                                                           | 03:54  |
| 6  | Michael Wallstreet (con Alexandra York) sconfigge Terry Taylor                                                                              | Single match                                                                                          | 06:52  |
| 7  | The Skyscrapers sconfiggono Big Cat & The Motor City Madman                                                                                 | Tag team match                                                                                        | 01:01  |
| 8  | Tommy Rich & Ricky Morton (con Robert Gibson) sconfiggono The Fabulous Freebirds (Jimmy Garvin & Michael Hayes) (con Little Richard Marley) | Tag team match                                                                                        | 06:13  |
| 9  | The Steiner Brothers (USA) sconfiggono Konan & Rey Misterio (Messico)                                                                       | Semifinale del torneo                                                                                 | 02:51  |
| 10 | Mr. Saito & The Great Muta (Giappone) sconfiggono Victor Zangiev & Salman Hashimikov (Unione Sovietica)                                     | Semifinale del torneo                                                                                 | 03:08  |
| 11 | Lex Luger sconfigge Stan Hansen (c) | Texas Lariat match per il NWA United States Heavyweight Championship                                  | 10:13  |
| 12 | Doom (c) (con Teddy Long) contro Arn Anderson & Barry Windham finisce in no contest                                                         | Street Fight per i NWA World Tag Team Championship                                                    | 07:19  |
| 13 | The Steiner Brothers (USA) sconfiggono Mr. Saito & The Great Muta (Giappone)                                                                | Finale del torneo                                                                                     | 10:52  |
| 14 | Sting (c) sconfigge The Black Scorpion | Steel cage match per il NWA World Heavyweight Championship con Dick the Bruiser come arbitro speciale | 18:31  |

### Torneo Pat O'Connor Memorial International Cup
|  | Quarti di finale | Quarti di finale     | Quarti di finale |              |                  | Semifinali           | Semifinali | Semifinali |  |  | Finale | Finale           | Finale |
|  |                  |                      |                  |              |                  |                      |            |            |  |  |        |                  |        |
|  | 1                | The Steiner Brothers | Pin              |              |                  |                      |            |            |  |  |        |                  |        |
|  | 8                | Kreuger / DeKlerk    | 2:12             |              |                  |                      |            |            |  |  |        |                  |        |
|  | 8                | Kreuger / DeKlerk    | 2:12             |              | 1                | Steiner Brothers     | Pin        |            |  |  |        |                  |        |
|  |                  |                      |                  |              | 1                | Steiner Brothers     | Pin        |            |  |  |        |                  |        |
|  |                  | 4                    | Konan / Misterio | 2:51         |                  |                      |            |            |  |  |        |                  |        |
|  | 4                | 4                    | Konan / Misterio | 2:51         | Konan / Misterio | Pin                  |            |            |  |  |        |                  |        |
|  | 4                |                      |                  |              | Konan / Misterio | Pin                  |            |            |  |  |        |                  |        |
|  | 5                | Adams / Smiley       | 5:29             |              |                  |                      |            |            |  |  |        |                  |        |
|  |                  |                      |                  |              |                  |                      |            |            |  |  | 1      | Steiner Brothers | Pin    |
|  |                  |                      | 2                | Saito / Muta | 10:52            |                      |            |            |  |  |        |                  |        |
|  | 3                | Zangiev / Hashimikov | Pin              |              |                  |                      |            |            |  |  |        |                  |        |
|  | 6                | Johnson / Montour    | 3:54             |              |                  |                      |            |            |  |  |        |                  |        |
|  | 6                | Johnson / Montour    | 3:54             |              | 3                | Zangiev / Hashimikov | Pin        |            |  |  |        |                  |        |
|  |                  |                      |                  |              | 3                | Zangiev / Hashimikov | Pin        |            |  |  |        |                  |        |
|  |                  | 2                    | Saito / Muta     | 3:08         |                  |                      |            |            |  |  |        |                  |        |
|  | 2                | 2                    | Saito / Muta     | 3:08         | Saito / Muta     | Pin                  |            |            |  |  |        |                  |        |
|  | 2                |                      |                  |              | Saito / Muta     | Pin                  |            |            |  |  |        |                  |        |
|  | 7                | Morgan / Victory     | 5:41             |              |                  |                      |            |            |  |  |        |                  |        |